# 비다 구에라

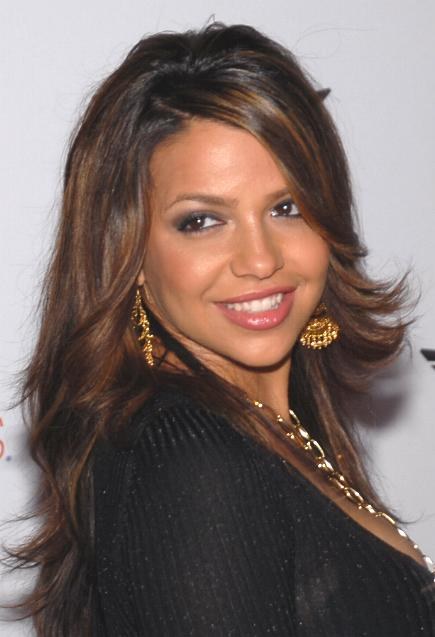

비다 구에라(Vida Guerra, 1974년 3월 19일~)는 쿠바의 가수, 배우, 모델, 플레이메이트, 영화배우이다.
아바나에서 태어났다.

## 영화
- 기동순찰대 (2017년)
- 머시 포 엔젤스 (2015년)
- 블러드 쉐드 (2014년) - 카라 역
- 아메리칸 저스티스 (2014년) - 알렉사 역
- Y: 더 라스트 맨 라이징 (2012년) - 록시 역
- 못말리는 섹스 아카데미 2 (2006년)
- 채펠스 쇼 (2003년)